# BB熊
BB熊（日语： BRISKY THE BEAR */?）為日本職棒北海道日本火腿鬥士的吉祥物。2004年至2017年擔任火腿隊的主要吉祥物，2018年起就任北海道命名150週年紀念事業「未來大志」。外觀為熊的圖案，並且帶有莫霍克髮型。

## 特徵
- 背號212號，火腿隊遷移到札幌巨蛋所屬行政區北海道，在2004年時的市町村總數。當時該數字也象徵著北海道，也有電視節目會使用212命名節目。2009年發生平成大合併，日本行政區劃改變，市町村數自212下降至179，引發背號是否應配合更改的討論。「179」背號在2017年由新吉祥物FREP繼承。
- 頭上的莫霍克髮型一般為黑色，但當星期日演出時會變為橘色。在一些特殊日子也會變成白色，甚至出現力怎頭、爆炸頭等髮型。
- 2006年，BB熊的弟弟卡比熊（/CUBBY THE BEAR）成為火腿二軍的吉祥物，也是棒球界首次為二軍球隊設立專屬吉祥物。

## 外部連結
- BB熊「未來大志」部落格 （页面存档备份，存于）